# Passage Tomb von Skregg

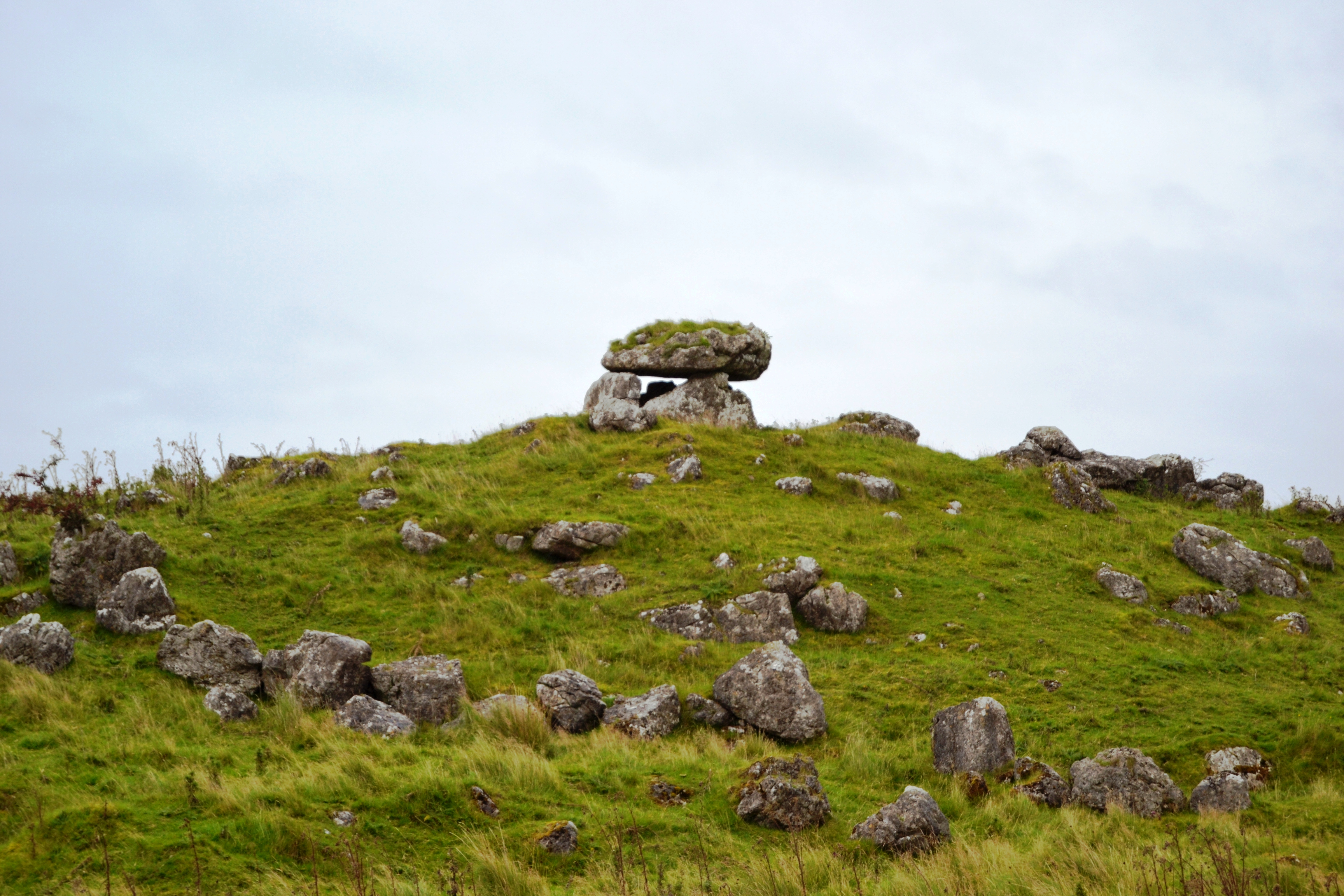
Passage Tomb von Skregg

Das Passage Tomb von Skregg (auch Scregg; irisch An Screig) liegt auf einem Hügel im Townland Scregg, südlich des Dorfes Knockcroghery (irisch Cnoc an Chrochaire), westlich der N61 im County Roscommon in Irland. Das klassische Passage Tomb ist eine in 219 Exemplaren für Nordirland und den Norden der Republik Irland charakteristische Form der Megalithanlage, die zudem in Leinster, Munster und in wenigen Exemplaren auch in Großbritannien vorkommt. 
Das Passage Tomb besteht aus den Überresten einer trapezoiden Kammer von etwa 1,6 m Länge und 1,4 m Breite, die durch vier Tragsteine und einen Deckstein (lokal als The Cloghogle bekannt) gebildet wird. Der Deckstein ist etwa 2,3 m lang, 1,6 m breit und 1,2 m dick. Es gibt eine kleine Zugangslücke zur Kammer, im Südosten. Randsteine des Hügels befinden sich im Abstand von etwa 3,0 m von der Kammer im Süden, Westen und Norden. Um den Hügel verstreut liegen große Felsen, die möglicherweise Reste des Cairns sind.
Zwei Sheela-na-Gigs befinden sich, wohl nicht am Originalplatz, am 700 m entfernten, erst 1767 errichteten Scregg House.